# Niels Bötel
Niels Bötel (* 21. März 1987 in Rendsburg) ist ein deutscher Handballtrainer. Seit 2017 trainiert er die Frauenmannschaft des Bundesligisten VfL Oldenburg.

## Spielerkarriere
Bötel begann im Alter von fünf Jahren das Handballspielen beim Büdelsdorfer TSV. Nach elf Jahren beim Büdesldorfer TSV schloss sich Bötel der SG Flensburg-Handewitt an, mit deren B-Jugend er 2004 die deutsche Meisterschaft gewann. Später lief er für den Regionalligisten HSG Schülp/Westerrönfeld auf. Im Sommer 2007 wechselte Bötel zum Oberligisten Oldenburger Turnerbund, den er noch im selben Jahr verließ. Bötel spielte von 2007 bis 2014 bei der HSG Varel, mit der er zeitweise in der 2. Handball-Bundesliga auflief. In der Spielzeit 2014/15 ging er für den Oberligisten TV Cloppenburg auf Torjagd. Daraufhin wurde er Spielertrainer des VfL Edewecht.

## Trainerkarriere
Bötel trainierte ab dem Jahre 2010 im Jugendbereich des VfL Oldenburg. Im Jahre 2015 wurde Bötel Spielertrainer des VfL Edewecht und blieb dort zwei Jahre. Im Jahr 2017 übernahm er die Bundesligamannschaft vom VfL Oldenburg. Er beerbte den langjährigen Coach Leszek Krowicki. Parallel nahm Bötel an Kursen zum Erwerb der erforderlichen A-Lizenz teil. 2018 gewann er mit Oldenburg den DHB-Pokal der Frauen.

## Privates
Niels Bötel ist von Beruf Ingenieur.

## Erfolge als Trainer
- DHB-Pokalsieger 2017/18